# Izbica
Izbica (nome alternativo Izbica-Osada; em iídiche: איזשביצא Izbitz, Izbitze, em latim: Isbica) é um município da Polônia, na voivodia de Lublin, no condado de Krasnystaw e sede da comuna urbano-rural de Izbica.
Nos anos de 1975–1998, o município estava situado na antiga voivodia de Zamojskie. Está situado na antiga Terra de Chełm, na histórica Rutênia Vermelha. Obteve foral de cidade em 1750, foi privado do foral de cidade em 1869, e a partir de 1 de janeiro de 2022 voltou a ser cidade.
Estende-se por uma área de 9,46 km², com 1 739 habitantes, segundo o censo de 7 de dezembro de 2022, com uma densidade populacional de 183,8 hab./km².
Os fiéis da Igreja Católica Romana pertencem à paróquia de Santa Sofia.

## Informações gerais
O nome alternativo da cidade é Izbica-Osada. De acordo com o Registro Oficial Nacional da Divisão Territorial do País (TERYT), até 2021 o nome Izbica era propriedade de duas aldeias na comuna de Izbica: Izbica (assentamento) e Izbica-Wieś (aldeia). Tal divisão resultou em parte da história da cidade; a parte central de Izbica era anteriormente habitada pela comunidade judaica e tinha o estatuto de cidade (mais tarde: um assentamento), enquanto os poloneses e rutenos viviam na aldeia ao redor do assentamento. A distinção contemporânea é mais prática, onde as áreas dessas localidades são um reflexo geográfico exato da divisão de Izbica em duas aldeias. Como resultado, a aldeia Izbica-Wieś contida dentro de suas fronteiras, isto é, a praça central e a sede do Gabinete Municipal. Na prática, essas aldeias eram tratadas como uma única cidade por seus habitantes. Essa divisão formal não intuitiva foi abolida em 1 de janeiro de 2022, quando, devido à restauração do estatuto de cidade, Izbica-Wieś e suas duas partes da vila (Maliniec e Przysiółek) se tornaram partes da cidade de Izbica.
Izbica é a sede da comuna de Izbica desde 1870. Compartilha as funções administrativas comunais com a aldeia vizinha de Tarnogóra. O Centro Cultural Comunitário. A comuna alemã Winterlingen é uma comuna parceira da comuna de Izbica. Em 2008, o número de habitantes de Izbica era cerca de 1,9 mil.
O maior empregador em Izbica é a Empresa Municipal de Serviços Públicos Sp. z o.o. O clube esportivo de futebol local é chamado GKS (Gminny Klub Sportowy) "Ruch Izbica".

## Geografia

### Localização
Izbica esta localizada na área do planalto de Lublin (Działów Grabowieckie e Giełczewska Wyniosstia), 12 km ao sul de Krasnystaw e 22 km ao norte de Zamość, no rio Wieprz, na zona tampão do parque paisagístico Skierbieszowski.
Está localizada na estrada nacional n.º 17 (rota europeia E372) Varsóvia - Lublin - Lviv - Kiev e na linha ferroviária Rejowiec Fabryczny - Rawa Ruska - Lviv (atualmente a linha ferroviária n.º 69).

### Divisão da cidade
| Nome        | Tipo               |
| ----------- | ------------------ |
| Izbica-Wieś | distrito da cidade |
| Maliniec    | distrito da cidade |
| Przysiółek  | distrito da cidade |

### Flora e fauna
A vizinhança da cidade é caracterizada por uma topografia variada com terrenos loess, colinas, ravinas profundas e encostas íngremes. Há faias, carpinos e carvalhos, bem como matagais com alfeneiro, espinheiro, amora e corniso. Podem ser encontrados: lírio-mártago, íris-sem-folhas, rosa-rubra, cereja-anã, nenúfar-amarelo, narciso e muitas outras plantas únicas. Texugo, lagarto-ágil, cobra-de-água-de-colar e víbora têm suas tocas aqui. Os monumentos da natureza são: nascentes em Kryniczki e a reserva de vegetação xero térmica "Broczówka", com sua parte mais valiosa, o sítio do monumento "Zalesie".

## Toponímia
Izbica é um nome topográfico, derivado da palavra pré-eslava "jstba" (izba), que significa: uma categoria de muralha construída de caixas de madeira cheias de terra, tronco de árvore coberto de terra, um aterro ou pilares com o solo, que eram usados para fortalecer as fortificações. Władysław Walewski no Dicionário Geográfico do Reino da Polônia e outros países eslavos, vol. 3, é dado por Izbica (nome real Izdbica, cf. Izdebno), um nome que é bastante difícil de explicar em sua origem e significado primário. Pelo fato de até agora este nome ter sido usado para estruturas de água erguidas para proteger pontes de madeira sobre rios, pode-se supor que originalmente significasse assentos e moradias sobre palafitas construídas entre as águas.
A cidade foi originalmente chamada: (segunda a lista de aldeias na paróquia de Krasnystaw de 1419) Jstibicz (no Registro da Coroa) Izdbice, Istbycz, Istbicz, Izdbicz, Isbicz (conforme a lista de propriedades de Krasnystaw de 1565) Izdbicze, ou (baseado no documento dos arquivos dos príncipes Lubomirski em Sławuta) Ysbicz.

### Brasão
O brasão da comuna de Izbica é, segundo o Estatuto da Comuna de Izbica, uma cruz de cavaleiro vermelha sobre o campo branco do escudo.

## Demografia
Conforme os dados do Escritório Central de Estatística da Polônia (GUS) de 31 de dezembro de 2022, Izbica é uma cidade muito pequena com uma população de 1 718 habitantes (44.º lugar na voivodia de Lublin e 905.º na Polônia), tem uma área de 9,5 km² (34.º lugar na voivodia de Lublin e 618.º lugar na Polônia) e uma densidade populacional de 182 hab./km² (42.º lugar na voivodia de Lublin e 850.º lugar na Polônia). Nos anos 2002–2021, o número de habitantes diminuiu 38,2%.
Os habitantes de Izbica constituem cerca de 2,79% da população do condado de Krasnystaw, constituindo 0,08% da população da voivodia de Lublin.
| Descrição                         | Total      | Total   | Mulheres   | Mulheres | Homens     | Homens  |
| --------------------------------- | ---------- | ------- | ---------- | -------- | ---------- | ------- |
| unidade                           | habitantes | %       | habitantes | %        | habitantes | %       |
| população                         | 1 718      | 100     | 885        | 51,5     | 833        | 48,5    |
| superfície                        | 9,5 km²    | 9,5 km² | 9,5 km²    | 9,5 km²  | 9,5 km²    | 9,5 km² |
| densidade populacional (hab./km²) | 182        | 182     | 93,7       | 93,7     | 88,3       | 88,3    |

## História

### Pré-história
As tradições de povoamento na comuna e vila remontam a tempos muito distantes. Pesquisas arqueológicas preliminares mostraram que os vestígios mais antigos da existência humana remontam ao período Neolítico. Isso é evidenciado por achados próximo de Izbica (um machado de sílex neolítico) e em Tarzymie (vasos esféricos da Idade do Bronze). Em ambos os lados do vale do rio Wieprz e nas cidades um pouco mais distantes, também há vestígios da existência humana desde o período neolítico. No início da Idade Moderna, a vizinhança de Izbica mantinha contatos comerciais com o sul da Europa. Denários romanos, uma urna e uma espora de ferro dos anos 100/102 - 194 - 195 EC foram encontrados em Romanów. Particularmente interessantes são as moedas com um furo que podem ser usadas como decoração. Tais moedas são muito raras em tesouros descobertos na Polônia. O tesouro Romanov incluía duas dessas moedas, o denário de Trajano e o denário póstumo de Marco Aurélio. Achados arqueológicos podem ser vistos no Museu Regional de Krasnystaw.

### Séculos XV-XVIII
As primeiras menções da aldeia datam de 1419 (como uma aldeia incluída na paróquia de Krasnystaw no documento de doação da paróquia emitido por Ladislau II Jagelão). A aldeia é mencionada mais três vezes no século XV. Duas vezes nos registros de Chełm, onde em 1429 aparece o pároco real (venator castorum d. regis) Ruszilo (Ruszyło, Rusiło) de Istbycza, e em 1431 Jacz de Istbicza, e em 1448, no documento de aprovação do salário da paróquia de Krasnystaw pelo starosta Hryćek Kierdej.
Apesar da ereção da paróquia em Tarnogóra em 1544 e da entrega ao pároco de 1/4 dos campos em Izbica, esta ainda permaneceu na paróquia de Krasnystaw e apenas a visita do bispo em 1792 registra a vila de Izbica na paróquia de Tarnowskie Góry. Depois que a igreja de Ostrzyca foi construída em 1468, a vila foi incorporada à paróquia criada na época. Em 1563, Izbica foi mencionada, ao lado de Ostrzyca e Mcha, como pertencente à paróquia de Ostrzyca, que foi formalmente liquidada em 1552, e sua área foi incorporada à paróquia de Tarnogóra. Já no século XV fazia parte do starosta de Krasnystaw, e a partir de meados do século XVI ao arrendamento Tarnowskie Góry separado dele.
Antes de 1539, o starosta de Tarnowskie Góry foi prometido a Stanisław Rzeszowski, da voivodia de Chełm, que no que lhe concerne o cedeu ao hetman Jan Tarnowski em troca de outras aldeias pertencentes a ele. Em 3 de julho de 1540, o rei Sigismundo I, o Velho, deu seu consentimento para a fundação da cidade de Nowy Tarnów nos terrenos da fazenda de Izbica (sob a lei de Magdeburgo), graças aos esforços do prometido da real Stryjów, das terras de Sulmice e do castelão de Cracóvia, Jan Amor Tarnowski, mas não se concretizou. No mesmo ano, o hetman entregou ao rei as somas prometidas apreendidas em Izbica, Ostrzyca, Stryjów e Mchach. A A fundação real ocorreu oito anos depois, mas do outro lado do rio Wieprz, nas terras da aldeia de Ostrzyca como Tarnogóra. A inspeção em 1564/1565 mostrou 13 camponeses assentados na aldeia, com a renda anual de 12 grossos cada, bem como um frango capão no valor de 2 grossos, 10 ovos (1/2 grosso), 1 queijo (1/2 grosso). Além disso, havia um camponês com uma casa e uma fazenda (6 grossos de aluguel). A taxa anual para a captura de peixes no rio Wieprz era de 2 PLN. A renda total da vila de Izbica era de 15 złoty e 0,27 grosso. Catorze anos depois, o registro de alistamento dizia que a aldeia tinha 109,2 hectares de terra arável. Nos anos 1595–1597 foi arrendada pelos senhores Trojanowski da vizinha Orłów. Em 1662, havia 23 católicos na aldeia e, segundo o registro de 1695, havia 4 camponeses com uma casa e uma fazenda e 2 oficiais de justiça. Segundo o censo de 1709, havia apenas 10 camponeses em Izbica, Mchach e Ostrzyca.

#### Cidade

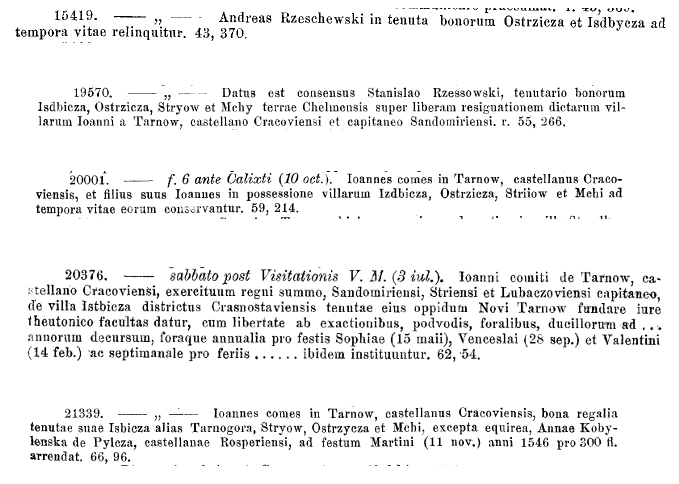
Matricularum Regni Poloniae 1507-1548 sobre Izbica

Em 1750 (segundo outras fontes, por exemplo, o Dicionário Geográfico do Reino da Polônia e outros países eslavos, Volume III, p. 330, de 1880, ou enciclopédia universal de S. Olgebrand vol. 12 de 1863, p. 780, menos provável, 8 de setembro de 1760) Antoni Granowski, o starosta de Tarnowskie Góry, recebeu o privilégio de Augusto III, o Saxão de fundar uma cidade e trazer judeus para lá. O mapa mais antigo da cidade é de 1839 e concorda com os alicerces da cidade. A fundação era uma praça principal retangular com lados de 140 × 100 m, baseada na de Zamośc e com ligação para a estrada para Tarnogóra localizada na outra margem do rio Wieprz. A rede viária fora da praça não se desenvolveu, pois, a área total do terreno urbano era de apenas 16 morgos. O ano de 1765 menciona Izbica como uma das 30 cidades incluídas na terra de Chełm. Junto à vila existia ainda a aldeia de Izbica, que em 1765 contava com 16 camponeses, 5 oficiais de justiça, 7 locatários e 1 tanoeiro. Havia também uma pousada na aldeia naquela época. Em 1754, o rei concedeu o privilégio para a realização de feiras em Izbica. Naquela época, a cidade tinha 25 casas e 3 cervejarias. Em 1765 o número total de judeus em Kachala Tarnogurski era de 204, mas a distribuição da população judia entre Izbica, Tarnogóra e as aldeias vizinhas é desconhecida.
Tarnogóra, que tinham o privilégio de não aceitar judeus (Privilegium de non tolerandis Judaeis), expulsou seus judeus para Izbica por sentença do tribunal do assessor em 1744. Os judeus expulsos foram proibidos de atravessar a ponte entre Izbica e Tarnogóra. Desde o início, Izbica era uma cidade exclusivamente judaica (no início a menor cidade da Polônia), que era um fenômeno na então Comunidade polaco-lituana. No entanto, não recebeu uma administração separada. Em razão do exposto, a cidade foi privada de cidadãos na acepção da lei e não tinha sequer um escritório municipal residual. Os interesses dos habitantes eram representados pelos anciões kehilla em direção ao starosta. Apesar de no plano de 1839 haver uma praça para uma casa para a prefeitura nas proximidades da atual sede da prefeitura, em 1845 o anúncio no Diário Oficial da Província de Lublin foi assinado pela Câmara Municipal de Tarnogóra e Izbica ... em Tarnogóra. Em 1775, Izbica já era sede de uma kehilla (uma comunidade judaica), e em 1754 foi construído um cemitério judaico.
Em 1763–1791 havia 29 casas (150 habitantes) e 16 chaminés (1776/1777) na cidade, enquanto em 1810 havia 47 casas (todas de madeira) nas quais viviam 173 pessoas. A inspeção de 1789 determina a renda de Izbica: os judeus da cidade de Izbica pagam a praça ao castelo, que está vinculado ao arrendamento. Além disso, durante a colheita, eles dão 9 zlotys pela colheita.
Depois de 1772, Izbica tornou-se parte da partição austríaca e, em 1795, a propriedade Tarnowskie Góry (incluindo Izbica) foi tomada pelo invasor austríaco como uma propriedade do tesouro imperial da Áustria.
| Ano                   | Número de habitantes               | Número de casas         | Número de chaminés | Fonte                                                                                            |
| --------------------- | ---------------------------------- | ----------------------- | ------------------ | ------------------------------------------------------------------------------------------------ |
| 1754                  | –                                  | 25                      | –                  | –                                                                                                |
| 1765                  | 204 (total de judeus em Tarnogóra) | –                       | –                  | –                                                                                                |
| 1765 (vila de Izbica) | 28 camponeses e artesãos           | –                       | –                  | –                                                                                                |
| 1774                  | –                                  |                         | –                  | –                                                                                                |
| 1776/1777             | 150                                | 27                      | 16                 | –                                                                                                |
| 1810                  | 173                                | 47                      | –                  | –                                                                                                |
| 1820                  | 360                                | –                       | –                  | Tarnogóra e Izbica - um estudo histórico e urbano; A. Cebulak                                    |
| 1827                  | 407 (cidade)/160 (aldeia)          | 51 (cidade)/31 (aldeia) | –                  | Tabela de cidades, aldeias e assentamentos do Reino da Polônia. vol. 1                           |
| 1857                  | 1600                               | –                       | –                  | Tarnogóra e Izbica - um estudo histórico e urbano; A. Cebulak                                    |
| 1865                  | 1674                               | –                       | –                  | Descrição estatística da voivodia de Lublin, Varsóvia 1901                                       |
| 1880                  | 2077                               | –                       | –                  | W. Bondyr, Dicionário histórico de cidades na voivodia de Zamość, 1993                           |
| 1882                  | 2019                               | –                       | –                  | Descrição estatística da voivodia de Lublin, Varsóvia 1901                                       |
| 1887                  | 2465                               | –                       | –                  | Descrição estatística da voivodia de Lublin, Varsóvia 1901                                       |
| 1890                  | 2637                               | –                       | –                  | Descrição estatística da voivodia de Lublin, Varsóvia 1901                                       |
| 1890                  | 2880                               | –                       | –                  | Tarnogóra e Izbica - um estudo histórico e urbano; A. Cebulak                                    |
| 1904                  | 3409                               | –                       | –                  | Cidades do Reino da Polônia em 1865; planície de Sprawocznaja da voivodia de Lublin, Lublin 1905 |
| 1910                  | 4451                               | –                       | –                  | Tarnogóra e Izbica - um estudo histórico e urbano; A. Cebulak                                    |

### Século XIX
Em 1807 (segundo outras fontes, menos provável, em 1796), sob um acordo entre o governo austríaco e Adam Kazimierz Czartoryski, Izbica, Tarnogóra e arredores foram tomados pelas autoridades austríacas em troca da cidade de Siedlce. Em 1808 Ignacy Horodyski comprou a propriedade Tarnowskie Góry da família Czartoryski, em 1819 a cidade pertencia a Dominik Horodyski. Em 1809 Izbica tornou-se parte do Ducado de Varsóvia, e depois de 1815 do Reino da Polônia (Congresso).  Em 1823 Tarnogóra, Izbica, Mcha e Ostrówek foram compradas por 265 mil złotys pelo polonês Józef Czyżewski, do brasão de Drya, general polonês. Depois dele, em 1850, a propriedade foi herdada por seus filhos: Marianna e Stefania Czyżewskie e os netos Marianna e Józef Koźmianówna, filhos da falecida Józefa Koźmian, antes Czyżewska. Em 1852, a propriedade de Tarnowskie Góry, após o reembolso dos outros herdeiros, foi assumida por Władysław Czyżewski, casado com Rozalia Świerzawska do brasão Paprzyca. Depois deles, em 1886, a propriedade foi herdada pelos filhos: Stanisław Wincenty, Zofia e Roja. Em 1893, toda a propriedade foi assumida por Stanisław Wincenty Czyżewski, casado com Maria Wisłocka, depois de seu primeiro marido Walicka, de quem em 1910 foram herdados por: Władysław Smorczewski, Maria Czyżewska, antes Wisłocki, esposa de Władysław e Stanisław Skarbek.
O censo de 1827 relatou a vila no condado de Krasnystaw e na paróquia de Tarnogóra. Em 1845 havia uma taberna aqui, que obteve a autorização para a venda de bebidas alcoólicas. Em 1863 a cidade foi incendiada e em 13 de junho de 1869 perdeu seus direitos municipais por decisão das autoridades czaristas como parte das repressões após a Revolta de Janeiro, e os assentamentos (antigos municípios) de Izbica e Tarnogóra foram incorporados à comuna de Tarnogóra. Em 3 de março de 1870, a sede da comuna foi transferida para Izbica. Durante as partições (com Tarnogóra) estava sob a autoridade do prefeito. Em 1866 Izbica tornou-se propriedade dos habitantes.
Um forte centro do movimento chassídico surgiu em torno da mansão do rebe Mordechaj Josef Leiner que se estabeleceu aqui no século XIX e seu filho Jakub. Foi assim que a dinastia hassídica Izbica-Radzyń foi fundada. Setenta e um judeus viviam em Izbica em 1781. O almanaque de Berlim Annalen der Erd-, Völker- und Staatenkunde, vol. 3 indica que em 1831 havia 51 casas e 407 habitantes (apenas judeus). Em 1860, tinha 1 455 habitantes, em 1890 - 2 880 habitantes. O primeiro rabino de Izbica conhecido pelo nome foi Elezier. Durante a Revolta de Novembro, a unidade sob o comando de Wojciech Chrzanowski repeliu o ataque dos soldados sob o comando do general Denis Dawydow.
Os primeiros registros da sinagoga de Izbica datam de 1819. Situava-se à direita da praça principal, na estrada de Lublin para Zamość. Era uma sinagoga de madeira (provavelmente no local de um anterior beth midrash de 1781). Em 1855 uma sinagoga de tijolos foi construída em seu lugar. Foi incendiada em 1879, mas foi rapidamente reconstruída.

### Século XX

#### Antes da Primeira Guerra Mundial
Em 1903, a fábrica estatal de clínquer, tijolos vitrificados parcialmente utilizados na construção de edifícios, instalou-se em Izbica, projetada pelo engenheiro Józef Zborowski.

#### Primeira Guerra Mundial
Ainda em 1905, Izbica era chamada subúrbio de Tarnorgóra (Tarnogóra, com o subúrbio de Izbica, hoje povoado e antigamente cidade, situa-se na margem esquerda do rio Wieprz, no planalto. Na margem oposta do rio Wieprz fica Izbica, ligada a Tarnogóra pela ponte). Em 1913, havia duas escolas Talmud Torá em Izbica. A primeira, fundada em 1892, tinha 30 alunos. Seu proprietário era M. Broncwajg. A segunda, instituída em 1888, era frequentada por 16 crianças. Seu proprietário era G. Sztajnchaner. Essas escolas ensinavam o básico da escrita e da leitura em hebraico, o que era essencial para praticar a adoração e viver consoante os princípios religiosos. A educação era geralmente realizada na casa do professor, conhecido como melamed ou rebe. A escola primária iniciou a sua atividade em 1907. Nesse ano, foi colocado em funcionamento um novo edifício de tijolo vermelho nos prados de Izbica, junto à via-férrea, erguido para fins de escola. Até 1928 era uma escola de uma classe com um professor, em que os alunos estudavam nos departamentos I-IV. A organização da educação nos territórios ocupados durante a Primeira Guerra Mundial pelo exército austro-húngaro foi regulamentada por várias portarias do Comandante-em-Chefe e do Governador-geral de Lublin. Os regulamentos de 17 e 31 de outubro de 1915 restauraram a educação em polonês nos territórios ocupados e estabeleceram que a educação nas escolas públicas seria gratuita. A instituição educacional e cultural com o maior leque de atividades foi a Matriz Escolar polonesa, que visava influenciar a escola polonesa e a educação extraescolar. Muitas atividades foram desenvolvidas pela Sociedade para a Promoção da Educação em Lublin nas fundações de escolas primárias e bibliotecas.
Durante a Primeira Guerra Mundial, Izbica foi destruída e o número de seus habitantes também diminuiu. Em setembro de 1915, o Governadorado Geral de Lublin foi criado. A comuna de Izbica ficou subordinada ao comandante distrital e, a partir de abril de 1917, ao comandante do condado de Krasnystaw.
Em 1910, a propriedade Tarnowskie Góry (incluindo Izbica) foi transferida para os Smorczewskis. Toda a propriedade foi logo assumida por Władysław Smorczewski do brasão Rawicz, filho de Antoni e Zofia, antes Czyżewska, casado com Ewa Obertyńska. Possuíam uma propriedade com área aproximada de 2 mil hectares até 1945 (reforma agrária).

#### Período entre-guerras
A Primeira Guerra Mundial deixou vestígios de grande destruição em Izbica. Recuperar a independência após a guerra não trouxe grandes mudanças para a vida do assentamento. Vários poços artesianos foram reconstruídos, 1 500 m de passarelas foram construídas, várias ruas foram pavimentadas, um matadouro foi reformado e um mercado foi fundado. Naquela época, o secretário da comunidade era Michał Kossowski, sobre quem em 1925 algumas frases foram escritas no jornal “Ilustracja Ludowa”: Apesar dos tempos difíceis, Izbica está renovando algo. Não é à toa - ele tem um cidadão corajoso, um ativista social corajoso e dedicado, que pertence àqueles cidadãos que acreditam que uma Polônia forte e poderosa deve ser construída do zero, ou seja, dos municípios. Ele acredita que assim funciona.
No período entre-guerras, Izbica era habitada por cerca de 3 mil pessoas (93% da população total eram judeus) (1921) e quase 6 mil pessoas em 1939, incluindo cerca de 90% de origem judaica. Conforme o censo de 1921, o assentamento tinha 304 casas e 3 085 moradores, incluindo 2 862 judeus e 1 ucraniano, enquanto a vila de Izbica tinha 26 casas e 186 moradores, incluindo 3 ucranianos e 53 judeus.
Devido à porcentagem tão grande da população judaica em Izbica, o ditado Izbica, Izbica - a capital judaica era popular naquela época. A cidade desenvolveu-se de forma muito dinâmica durante este período, situando-se na movimentada rota Lublin - Zamość (construída em 1835). Durante a Primeira Guerra Mundial (em 1917), uma linha férrea foi construída em Izbica.
Naquela época, Izbica tinha três fábricas onde o óleo vegetal era extraído de sementes, dois curtumes, sapateiros, serralheiros, duas serrarias, cervejarias e várias bibliotecas, um cinema e um teatro amador. Ao lado da sinagoga, cemitério, mikvá e matadouro ritual, vários batei midrash particulares funcionavam em Izbica (o primeiro foi fundado em 1781). Em 1917, o rabino Landau fundou um orfanato em Izbica, com a administração da comunidade religiosa local, onde as crianças locais ficavam sob seus cuidados. Os fundos para sua manutenção eram obtidos pela auto-tributação dos habitantes de Izbica, que se comprometeram a pagar um dinheiro extra pelo açúcar adquirido. Em 1930, a biblioteca judaica J.L. Peretz foi fundada em Izbica. Em 1924 foi criado o Banco Cooperativo Judaico, havia também a Sociedade de Crédito Mútuo e a Sociedade de Empréstimo e Poupança. Organizações judaicas e partidos políticos desenvolveram: a Aguda, a Mizrachi (uma organização sionista-ortodoxa), a Organização Sionista, o Bund, o Partido do Povo judeu, bem como organizações juvenis, como a He - Chaluc e o Movimento Betar. Entre as instituições socioculturais, a Kultur-Liga, que operava sob os auspícios do Bund, e a associação Tarbut, de perfil sionista, foram particularmente ativas. A irmandade Bikur Cholim cuidava dos doentes. No período entre guerras, outro tribunal chassídico foi estabelecido em Izbica, desta vez com um alcance relativamente limitado. Seu fundador foi o rabino Cwi Rabinowicz, vindo da família de Symcha Binema de Przysucha.
Em 1 de abril de 1929, Izbica tornou-se também a sede da comuna de Tarnogóra (até 1954). Na década de 1930, a cidade foi eletrificada.

#### Segunda Guerra Mundial

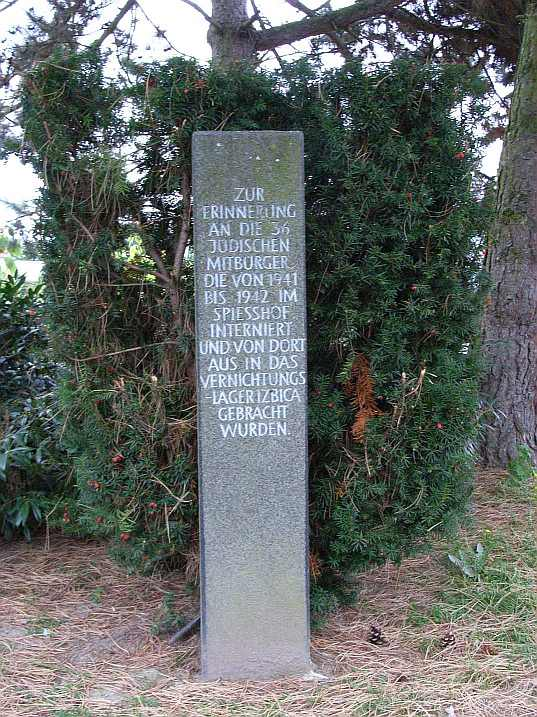
Memorial em comemoração à deportação de judeus de Erkelenz, na Alemanha, para Izbica

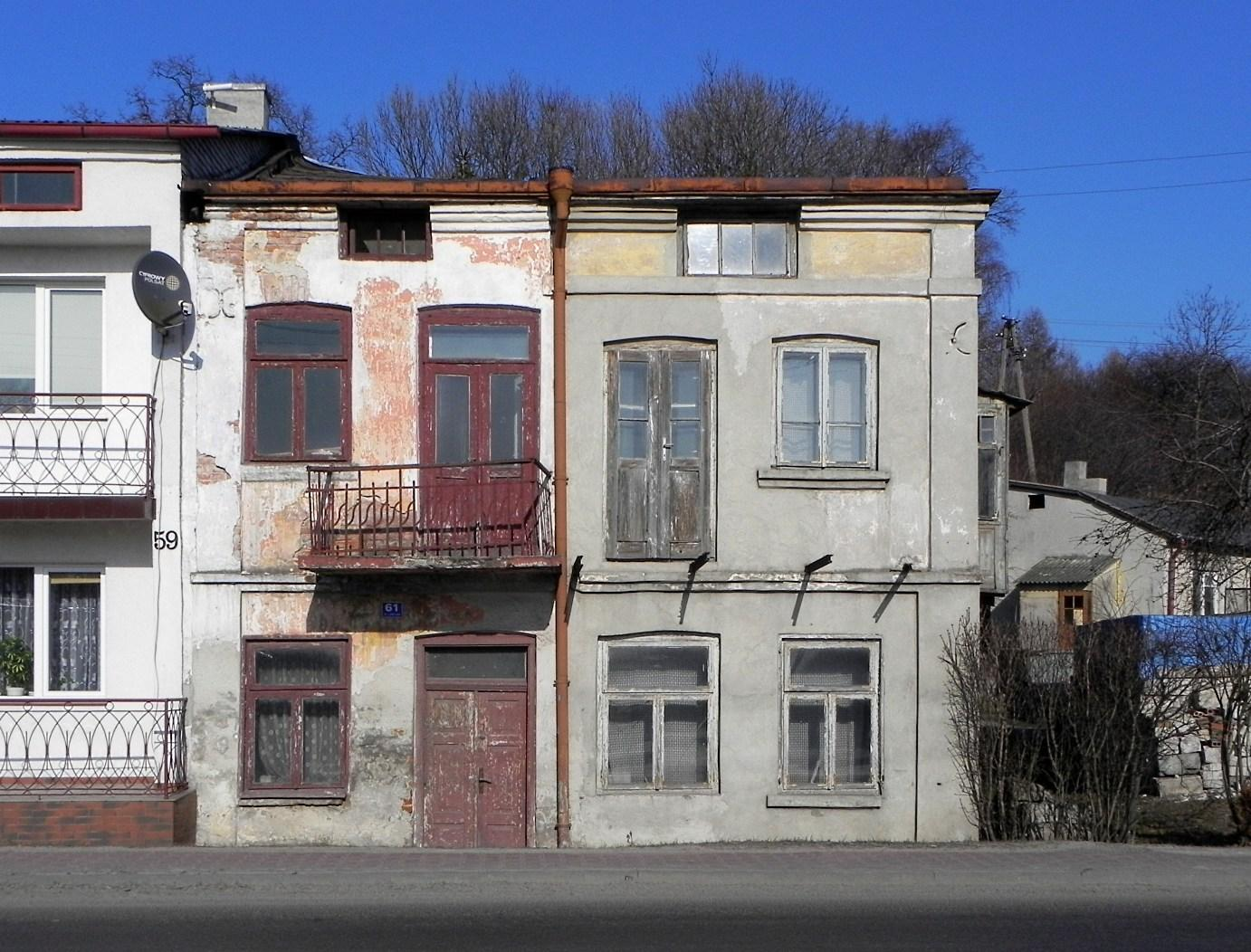
Casa na rua Lubelska 61 com uma sucá (no lado direito do edifício)

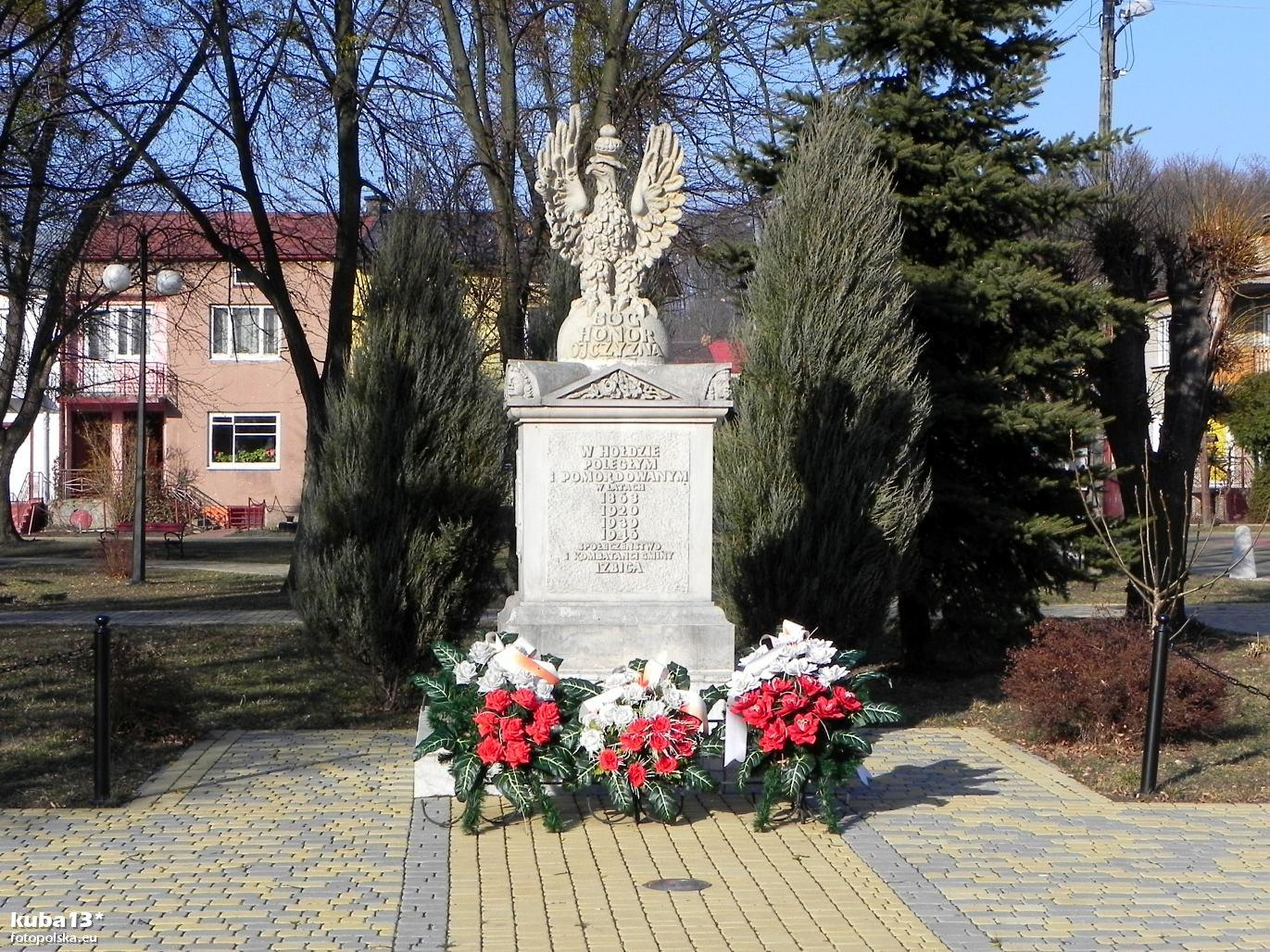
Monumento aos mortos de 1863, 1920, 1939 e 1940 na praça principal

Em 4 de setembro de 1939, as tropas alemãs lançaram cerca de 8 bombas na ferrovia, em 6 de setembro, um trem que passava pela cidade foi bombardeado e, em 13 de setembro, a estação ferroviária foi bombardeada. Nesse dia, também o capitão Kossobudzki realizou um reconhecimento do inimigo com a ajuda de tanquetes na linha Izbica - Krasnystaw, e patrulhas alemãs isoladas foram detectadas em Izbica. A fábrica de tijolos de clínquer local também foi fechada. Em 15 de setembro de 1939, tropas alemãs motorizadas entraram na cidade após uma curta luta com a infantaria do general Bruno Olbrycht (39.ª Divisão de Infantaria). Nos dias 25 e 26 de setembro, as batalhas entre o exército polonês e o exército soviético foram travadas nas proximidades da cidade. Em 27 de setembro, as tropas soviéticas entraram na cidade, recuando após uma semana de permanência, e as tropas alemãs retornaram ao seu lugar. Em frente à estação ferroviária, foi construído um hospital de campanha para soldados da Wehrmacht com ferimentos leves. O exército alemão começou a ocupar algumas das casas maiores, e um quartel-general militar foi organizado próximo de Tarnogóra. Era proibido atravessar a ponte sobre o rio Wieprz de Izbica a Tarnogóra e vice-versa. Era necessário um passe emitido por um oficial alemão. Os soldados geralmente se comportavam com calma, sem estupros ou assédios, tanto por parte dos oficiais quanto dos soldados.
Na primavera de 1941, os nazistas fundaram grandes armazéns de equipamentos militares em Izbica para as divisões da Wehrmacht que se preparavam para um ataque à União Soviética. O grande valor que os alemães atribuíram a esses armazéns é evidenciado pelo fato de que durante o verão 30 caças patrulhavam Izbica diariamente.
Segundo Ryszard Adamczyk, uma parte significativa da população judaica não escondeu sua satisfação com a entrada do exército soviético. Causou hostilidade dos habitantes locais de nacionalidade polonesa. Um dos eventos descritos descreve o lançamento de uma granada em um grupo de judeus deliberantes (que estavam discutindo se Izbica permaneceria sob controle soviético), o que resultou na morte de um dos habitantes judeus da cidade. Após o retorno do exército alemão, inicialmente a vida na aldeia era bastante pacífica, lojas e barracas locais operavam. Inicialmente, as autoridades ocupantes não demonstraram nenhum interesse particular por este grupo étnico, concentrando-se no gerenciamento da comuna e do assentamento através de portarias. As doenças tornaram-se um problema grave, especialmente o tifo epidêmico, que assumiu grandes proporções na cidade.
Em Izbica, como parte da Operação Reinhard, os alemães criaram um gueto de trânsito judaico, que era um elemento de infraestrutura de apoio ao processo de deportação e extermínio de judeus europeus antes de seu transporte para centros de extermínio, principalmente o campo de extermínio de Bełżec e o campo de extermínio de Sobibor. Muitos milhares de judeus de fora da Polônia também foram transportados para o gueto, incluindo aqueles que passaram pelo gueto de Izbica - segundo os cálculos do Dr. Robert Kuwałek, diretor do Museu em Bełżec - cerca de 25 mil pessoas. Em 1942, o pintor alemão Käthe Loewenthal e (provavelmente) o atleta olímpico Otto Herschmann foram assassinados aqui. Cerca de 4,5 mil judeus foram baleados no Cemitério judaico local. Apenas 14 judeus de Izbica sobreviveram à guerra, incluindo Thomas "Toivi" Blatt.
Durante a ocupação, convencido pelos líderes da resistência judaica, disfarçado de guarda ucraniano da formação auxiliar da SS, Jan Karski entrou no gueto de trânsito em Izbica e preparou um relato de testemunha ocular na forma de um relatório - foi posteriormente repassado ao governo polonês em Londres, e depois, na versão inglesa, também aos líderes aliados.
Em 1941, a sede da Gestapo foi criada em Izbica para todo o condado de Krasnystaw, chefiado por Kurt Engels e seu assistente Ludwig Klemm. Ambos foram responsáveis pelos crimes (o fuzilamento a curto prazo da população), tanto contra poloneses quanto contra judeus. No verão de 1942, quando a prisão da comuna não podia acomodar as vítimas de Engels e Klem, por ordem do primeiro, foi construído um abrigo subterrâneo, equipado com dispositivos que permitiam organizar o gaseamento dos prisioneiros. No entanto, o ciclone não foi usado em Izbica. Soldados alemães e ucranianos participaram de brigas antes da deportação para outros campos. Eles foram acompanhados por homens da SS do campo de treinamento da SS em Trawniki e pela Polícia polonesa do Governo Geral (polícia azul-marinho). Os últimos judeus foram deportados de Izbica em 28 de abril de 1943. Uma página particularmente ruim da história da época foi escrita por Jan (Johan) Schultz, corresponsável pela morte de muitas pessoas em Izbica - o chefe da comuna de Tarnogóra, chamado prefeito pelos alemães. Ele organizou um terror sangrento e extermínio de poloneses e judeus nesta área. Em 1943, partisans locais executaram Schultz enquanto ele estava a caminho de Krasnystaw. Em julho de 1944, no dia da libertação de Izbica, guerrilheiros encontraram um arrancador de unhas habilmente construído na sede do Posto Avançado da Gestapo. Os nomes dos assassinados nos campos da área de Izbica foram colocados em uma placa de mármore na igreja de Tarnogóra. Como parte da chamada AB-Aktion (liquidação da intelectualidade), o gerente da fábrica de tijolos, engenheiro Zygmunt Paulewicz, foi assassinado.
Partidários do Exército da Pátria e dos Batalhões de Camponeses (BCh) estavam ativos na área. Eles se reuniam nas florestas próximas de Wirkowice e Orłowo. Bolesław Kukiełka tornou-se famoso por sua atividade na luta contra o ocupante, que, como parte dos Batalhões de Camponeses, criou uma filial operando em Izbica e nas aldeias adjacentes. Algumas ações são: a destruição da delegacia de polícia alemã, a execução da sentença de morte no confronto de 17 de outubro de 1943, o ataque de unidades do BCh à guarnição alemã e à fábrica de tijolos de clínquer em Izbica em 15 de dezembro de 1943, a ação em 4 de abril de 1943 na rota Zamość - Krasnystaw em que 16 caminhões e equipamentos de guerra alemães foram destruídos, e a explosão da ponte sobre o rio Wieprz. Em junho de 1943, simpatizantes do BCh sob o comando de Henryk Cegłowski-Lew atacaram o campo de trabalho alemão em Izbica. Mataram o comandante do campo e libertaram os prisioneiros.
Izbica foi ocupada em 25 ou 26 de julho de 1944 por tropas da Primeira Frente Ucraniana.

#### Tempos pós-guerra

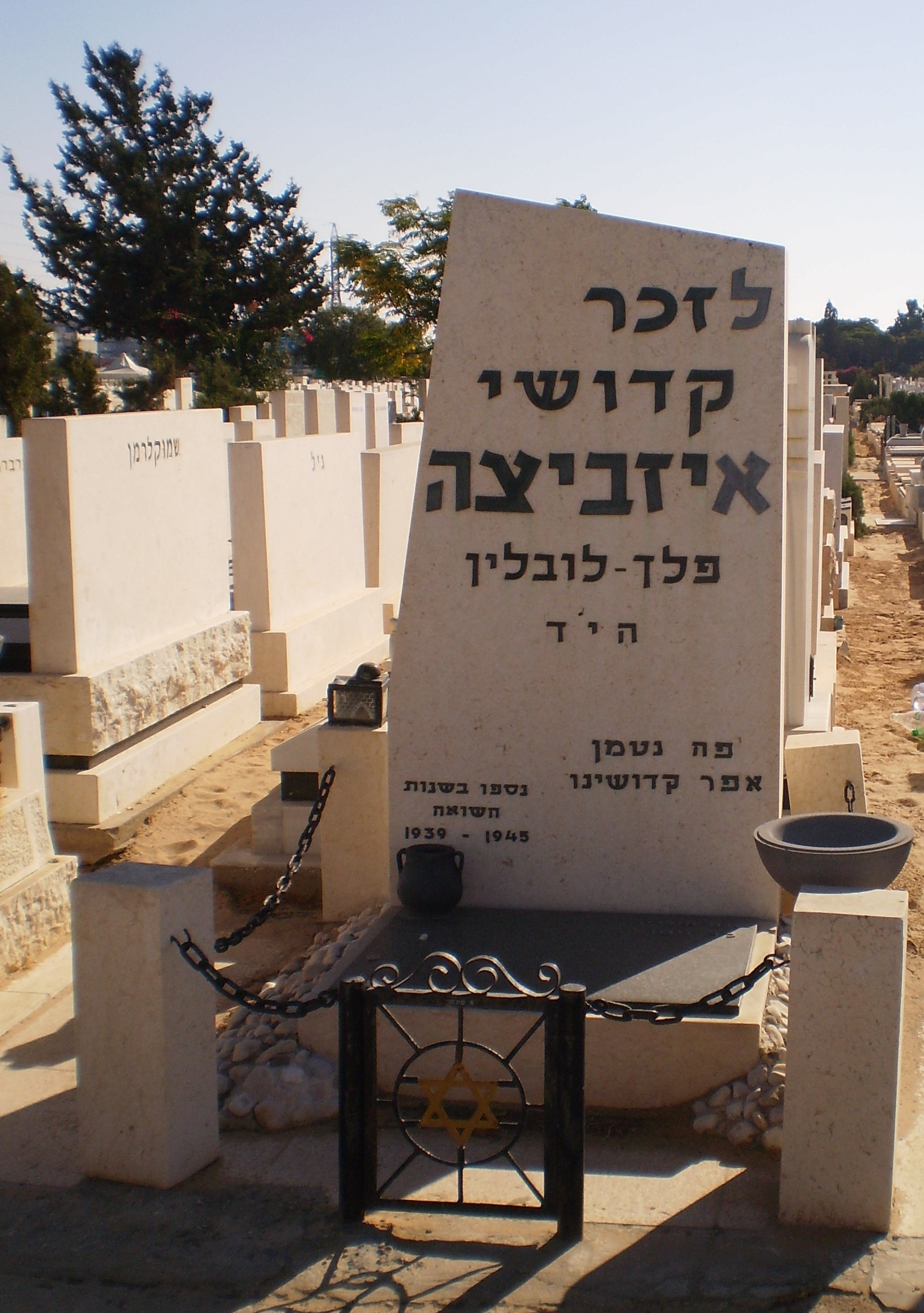
Memorial do Holocausto no cemitério judaico

Após a guerra, a terra de Izbica foi nacionalizada e vendida à população polonesa local e imigrante. A praça principal foi transferida para fora do assentamento, e em seu lugar foi construída uma praça com uma fonte e árvores. As casas dos edifícios originais de Izbica não sobreviveram. As casas de alvenaria existentes, ainda mais antigas, foram completamente refeitas, a última casa de madeira para duas famílias da primeira metade do século XIX foi demolida em 1968.
Em 1954, Izbica passou a fazer parte da "gromada", um grupo de várias aldeias e, em 1 de janeiro de 1973, a aldeia voltou a ser sede do gabinete da comuna. Na comuna de Izbica, o prefeito era Zych, de Orłów Murowany, e o secretário era Jan Rutkowski. Este ano, foi criado um ginásio de governo autônomo misto e uma escola secundária do concelho nacional municipal. Localizava-se em um prédio na rua general Świerczewskiego, onde mais tarde foi instalada uma escola primária. Após um ano, a escola secundária foi transferido para um palácio em Tarnogóra. O jardim de infância, inaugurado em 1945, situava-se numa antiga escola, junto à via-férrea na aldeia de Izbica. Além de escolas e jardins de infância, Izbica também tinha várias instituições públicas: a sede do Presidium do Conselho Nacional de Gromadzka, a Cooperativa Municipal, o Estado Klinkiernia, subordinado à Clínica Rodoviária de Zamość, Zakłady Zielarskie, os correios, a estação ferroviária, o centro de saúde, o centro veterinário, a casa de higiene rural e o cinema.
O tijolo de clínquer produzido na fábrica local foi usado para construir estradas, edifícios industriais e residenciais. Além disso, o clínquer da fábrica local foi enviado para Nowa Huta, Tychy, Tarnów, Płock (indústria petroquímica), Starachowice (FSO), Lublin (FSO). Também foi usado para a construção do Palácio da Cultura e Ciência em Varsóvia e para vários tipos de edifícios em Łódź, Gdynia, Gdańsk e Lublin (escadas do Castelo). Em 1962, o clínquer foi exportado para a Indonésia e, alguns anos depois, para a Suécia.
Em 1995, foi criado o Parque Paisagístico Skierbieszów, cobrindo uma parte da comuna de Izbica (a própria aldeia está localizada na zona tampão do parque), devido à concentração de plantas protegidas e topografia interessante.

### Século XXI

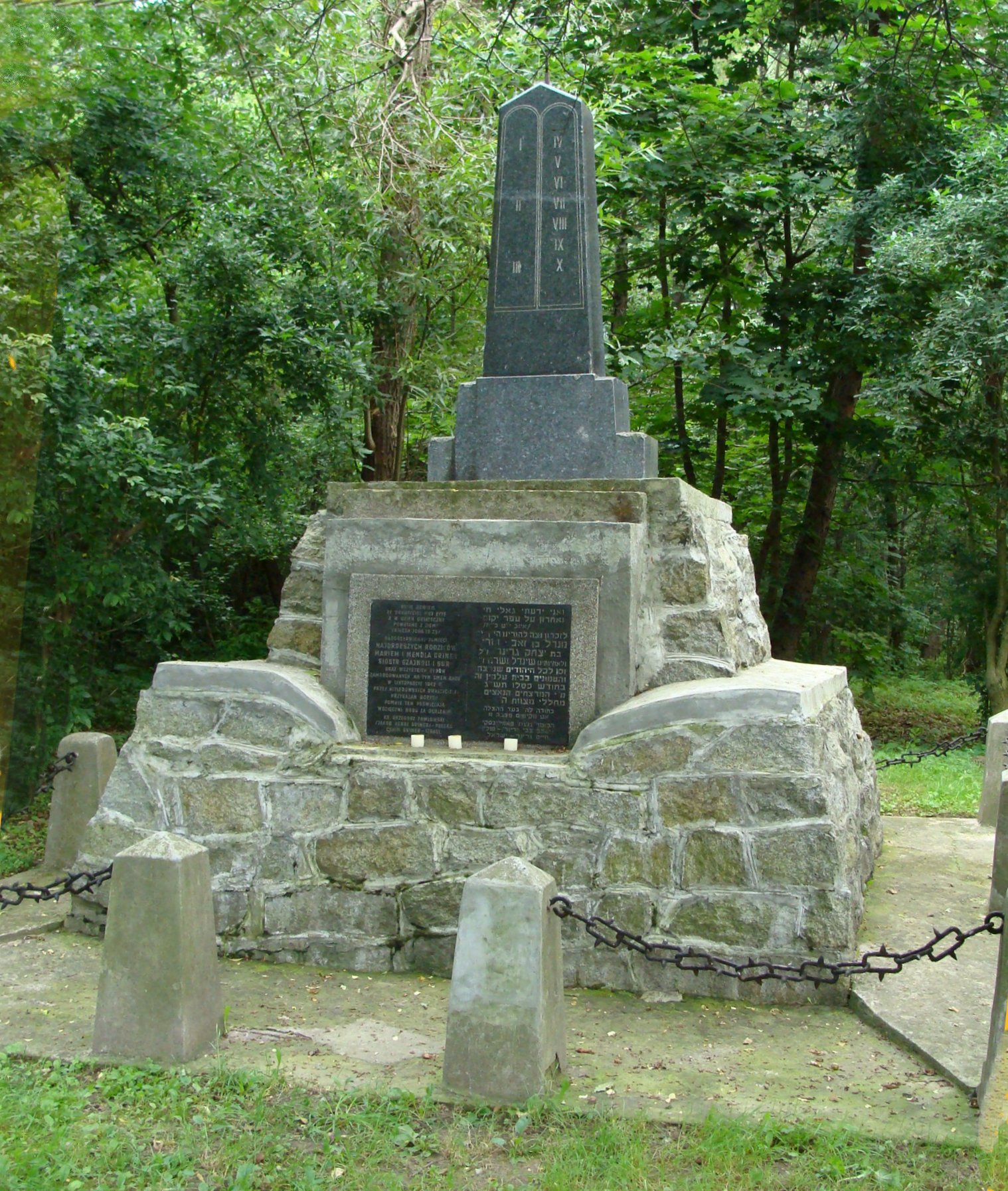
Cemitério judaico

Em meados de 1999, a empresa Klinkmar, com sede em Cracóvia, assinou um contrato de arrendamento de dez anos com o Concelho da Comuna de Izbica. Os planos de negócios da empresa incluem a produção de tijolos de clínquer. Infelizmente, rapidamente se verificou que conforme o perfil da sua atividade (recolha e transporte de resíduos), e contrariamente ao contrato, a Klinkmar passou a importar e recolher resíduos nocivos contendo cianeto e metais pesados nas instalações da fábrica, que foi confirmado pela Inspeção Provincial de Proteção do Ambiente e, consequentemente, a comuna rescindiu o arrendamento da fábrica de clínquer.
Em 2001, foi inaugurada uma estação de tratamento de águas residuais.
Em setembro de 2002, após uma pausa de quatro anos, graças à ajuda do Ministério do Trabalho e Política Social, a produção de clínquer recomeçou em Izbica - 65 pessoas estavam empregadas na fábrica.
No outono de 2006, a Embaixada da Alemanha Ocidental aderiu ao projeto de restauração do cemitério judaico de Izbica. Graças ao apoio financeiro da embaixada alemã, foi possível erguer no cemitério um monumento comemorativo aos judeus de Izbica, delimitar os limites geodésicos da necrópole e levantar uma cerca.
Em 2010, começou uma modernização em grande escala do prédio da escola local.
Em abril de 2016, a Câmara Municipal de Izbica concordou em ceder à Fundação do Patrimônio Cultural e Industrial por 25 anos a totalidade da propriedade da antiga fábrica de clínquer - 5 hectares de terreno com edifícios, incluindo salas de produção. A fundação queria criar aqui um parque cultural e industrial. Em 2017, a comuna de Izbica rescindiu o contrato de comodato da fundação.
De 1 de janeiro a 2022 Izbica voltou a ser uma cidade.

## Transportes

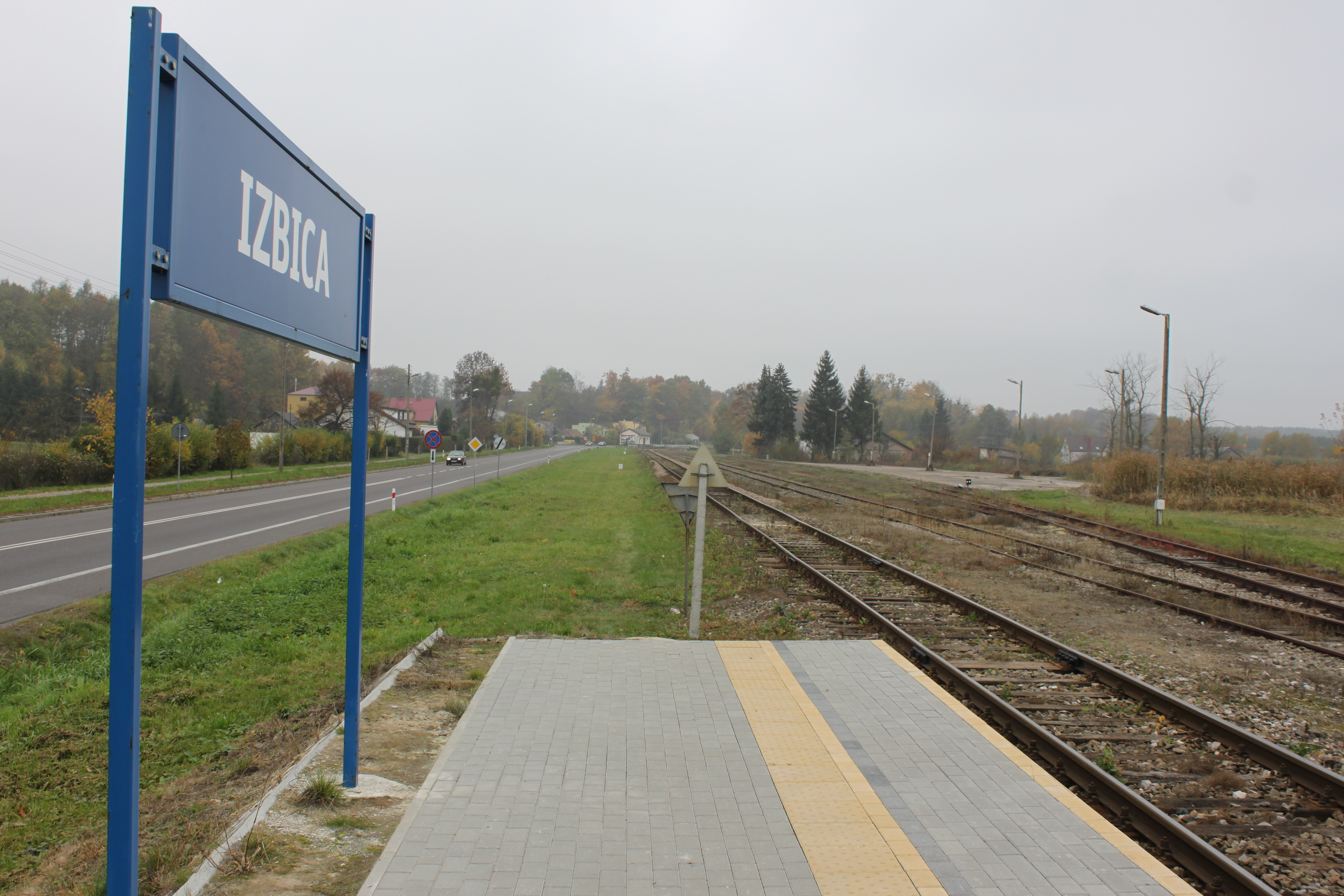
Estação de trem

### Transporte rodoviário
Izbica está localizada na Estrada nacional n.º 17 (rota europeia E372) Varsóvia – Lublin – Lviv, que no futuro se tornará a via expressa S17. Devido à sua localização no vale do rio Wieprz, a estrada tem um percurso relativamente perigoso através da cidade (alta inclinação na entrada e saída da cidade, curvas perigosas, dificuldades no inverno), um desvio para Izbica foi planejado para o futuro. Há também uma estação de ônibus renovada na cidade, que com a parada de trem de Izbica cria uma mini estação de transferência.
A estrada distrital que liga a cidade a Tarnogóra atravessa Izbica.

### Transporte ferroviário
A linha férrea n.º 69 (Rejowiec Fabryczny - Hrebenne) passa por Izbica, uma linha de via única, não eletrificada, com velocidade máxima de 70–120 km/h. Há um desvio ferroviário aqui para lidar com o tráfego de carga. Em novembro de 2011, a função da antiga estação ferroviária com a construção da sala de espera foi assumida pela paragem de Izbica localizada mais perto do centro da cidade. A cidade é servida por trens de passageiros operados pela Polregio de Lublin - Zamość (diariamente) e Lublin - Jarosław (no verão) e por trens rápidos operados pela PKP Intercity de Hrubieszów - Varsóvia - Kołobrzeg.

### Transporte aéreo
Os aeroportos mais próximos são: o Aeroporto de Lublin (60 km) e o Aeroporto Rzeszow-Jasionka (145 km). A sede do Aeroclube de Zamość está localizada no Aeroporto Zamość-Mokre (distância: 25 km).

## Monumentos históricos e paisagísticos
- Cemitério judaico em Izbica na rua Fabryczna, com uma tenda em torno da sepultura do tsadic Leiner, da segunda metade do século XVIII
- Monumento aos mortos de 1863, 1920, 1939 e 1940 (na praça local)
- Monumento em homenagem às vítimas do Holocausto na rua Lublin
- Torre de água de 1911
- Casas térreas da segunda metade do século XIX e início do século XX na praça principal
- Edifícios na rua Lubelska 61 e 91, que abrigava casas de oração (sucás) antes da guerra
- Área do desfiladeiro do rio Wieprz em Izbica - Rede Natura 2000[42]
- Parque Paisagístico Skierbieszów
- Divisões de Grabowieckie, uma mesorregião física e geográfica na parte oriental do planalto de Lublin
- Nascentes em Kryniczki
- Pista de esqui em Bobliwa
- Intersecção de três vias de comunicação (rodoviária, fluvial e ferroviária) em Wólka Orłowska

## Religião

### Comunidades religiosas
- Igreja Católica de Rito Latino:
  - Paróquia de Santa Sofia em Tarnogóra
- Igreja católica polonesa na República da Polônia:
  - Paróquia de São José em Tarnogóra